# ガーフォース・タウンAFC
ガーフォース・タウン・アソシエーション・フットボールクラブ（Garforth Town Association Football Club）はイングランド、ウェストヨークシャー、リーズ内、ガーフォースを本拠地とするサッカークラブチームである。2008-09シーズンはノーザンプレミアリーグ・ディヴィジョン1ノース（8部相当）に所属。
ノンリーグに所属するセミプロクラブチームではあるが、元ブラジル代表のソクラテスや、かつては日本の柏レイソルでプレーしたカレカなどが現役復帰の場としてプレーし、話題を呼んだ。2010年には元イングランド代表のポール・ガスコインを監督に迎えたとの報道がされた。

## タイトル

### 国内タイトル
- ノーザンカウンティーズイースト・フットボールリーグ・ディヴィジョン1:1回

1997-1998
- ノーザンカウンティーズイースト・リーグカップ:1回

1999-2000
- ノーザンカウンティーズイースト・リーグトロフィー:1回

1996-1997
- ウェストライディング・カウンティーカップ:3回

1997-1998,1999-2000,2008-2009

### 国際タイトル
- なし

## 歴代在籍選手
- リー・シャープ 2004
- ソクラテス 2004
- カレカ 2005
- 服部昇太朗 2007-2009